# Messer (Titel)
Der Titel und die Anrede Messer (auch Messere) findet sich häufig in italienischen Novellen und Geschichtswerken des späten Mittelalters und der Renaissance.
Der Ursprung kommt aus dem alten Französischen, missire (italienisch mio signore), und wurde auch in der englischen Sprache am Ende des Mittelalters eingeführt. Betont wird „Messer“ auf der zweiten Silbe.
Der Titel Messer ist gleichwertig mit dem lateinischen dominus („Herr“) und war zunächst höheren Schichten wie Rittern und Richtern vorbehalten. Dessen Gebrauch war „im Quattrocento noch ziemlich genau; siehe aber, was Franco Sacchetti über die schon zu seiner Zeit einsetzende Jagd nach Titeln berichtet (Nov. 153).“
Allgemein gilt: „Respektvolle Ansprache; sie wurde auch in Bezug auf Ritter, Richter und öffentliche Angestellte verwendet“.